# Mangala Vallis
I Mangala Vallis sono un gruppo musicale italiano formatosi nel 1998 a Reggio Emilia da un'idea di Gigi Cavalli Cocchi (ex batterista di Ligabue, ClanDestino e CSI), di Mirco Consolini (chitarra e basso) ed Enzo Cattini (tastiere). Il nome è mutuato da un canyon del pianeta Marte nominato nel romanzo Sfera di Michael Crichton.
Il genere del gruppo è il rock progressivo contaminato da diversi altri elementi, frutto delle molteplici esperienze artistiche dei membri della band. Caratteristiche fondamentali della loro produzione sono la cura e la ricerca delle sonorità utilizzate.

## Storia
L'8 febbraio 2002 viene alla luce il primo album The Book of Dreams, un concept ispirato alle immaginifiche avventure narrate dallo scrittore fantastico Jules Verne e diversi sono gli artisti che si alternano nelle parti vocali dell'album: Vic Fraja, Matteo Setti (tra gli interpreti dello spettacolo Notre Dame de Paris di Riccardo Cocciante) e  Bernardo Lanzetti (ex Acqua Fragile e PFM). L'album riscuote un unanime successo di critica e pubblico e viene distribuito in 12 nazioni. Nell'arco di due anni i Mangala Vallis si esibiscono in importanti festival in Belgio, Germania e Paesi Bassi.
Lycanthrope è il secondo album della band, uscito nel novembre 2005. Bernardo Lanzetti entra a far parte stabilmente del gruppo, e diventa l'autore dei testi. David Jackson, saxofonista dei Van der Graaf Generator, è lo special guest del nuovo concept dedicato all'essere umano diviso e combattuto tra i condizionamenti della società e la propria vera natura istintiva. Gli altri componenti della band sono: Riccardo Sgavetti al basso e Nicola Milazzo alla chitarra.
Nel 2009 esce il DVD "Intergalactic Live Video Archives". Registrato durante il tour europeo del 2006, testimonia la grande energia della band e raccoglie i loro brani più significativi tratti dai primi due album: The Book of Dreams e Lycanthrope. Oltre ai concerti, il DVD contiene i due video ufficiali realizzati dalla band.
Nel 2009 un ulteriore cambio di line up con l'arrivo di Cristiano Roversi dei Moongarden alle tastiere.
Il 2012 porta ulteriori cambiamenti, con l'uscita dal gruppo di Bernardo Lanzetti e Riccardo Sgavetti e l'ingresso di Roberto Tiranti, cantante e bassista (New Trolls, Labyrinth, Ian Paice, Glenn Hughes, Ken Hensley). La nuova formazione pubblica l'album Microsolco, un concept album che lancia un ponte virtuale con il precedente disco. Anche qui, i temi del ritmo forsennato dei nostri tempi e il ritorno ad una dimensione più naturale sono l'elemento portante della storia. Vi si racconta di ciò che accade il 21/12/2012 prendendo spunto dalla teoria della fine del mondo. In effetti in Microsolco avviene la “fine di un certo tipo di mondo” quando un hacker, nel suddetto giorno, immette nella rete un virus capace di distruggere le memorie digitali di tutto il pianeta. Questo gesto ci obbligherà ad una profonda riflessione e ad un recupero di modi di vivere sopiti da tempo. Essenzialmente un riavvicinamento all'essenza dell'uomo e alla madre Terra.
Nel 2018 il gruppo è tornato al lavoro per la realizzazione del nuovo album intitolato "Voices", la cui uscita è previstta nei primi mesi del 2020. La formazione ha visto l'ingresso come tastierista e autore di Gianfranco Fornaciari (Ligabue, Clan Destino).

## Discografia
- 2002 - The Book of dreams
- 2005 - Lycanthrope
- 2006 - Canossa Rock opera, presenti con un brano (Pietra su Pietra)
- 2012 - Microsolco
- 2015 - The Book of dreams (edizione Vinile+cd+bonus track)
- 2020 - Voices